# Orla Bock
Orla Bock, född 1872, död 1930, var en dansk fotograf, författare och regissör.
Orla Bocks farfar drev ett större järngjuteri i Köpenhamn, men efter hans död gjorde farbrodern konkurs och hans far, som var arkitekt och fotograf i Ringsted, dog kort därefter, och Orla Bock tvingades börja försörja familjen. Han sattes i lära hos en fotograf i Ringsted, och 1888 följde han med då ateljén flyttade till Helsingör. År 1889 anställdes han vid en ateljé i Nyborg och flyttade därefter runt till olika ateljéer innan han 1889 fick anställning som förman hos en fotograf i Lund. År 1900 öppnade han egen ateljé i Ringkøbing, och innehade därefter en egen ateljé i Halmstad i en villa vid korsningen Norra vägen/Fredriksvallsgatan 1902–1905. Under tiden här började han gå från porträttfotografering till att verka som pressfotograf, bland annat var han en flitig leverantör av bilder till Hvar 8 Dag. Samtidigt inledde han den författarbana är den som gjort honom mest känd. Har utgav han den humoristiska kåserisamlingen Hans Hendrichs Tossestreger og andre. År 1905 flyttade han till Köpenhamn, varefter följde flera liknande humoresksamlingar:Mester Mittwochs Historie (1905) och Peter Blaesebælg (1906). En fjärde samling Rasmus Kardsuld & C:o hade liknande profil. Orla Bock gjorde sig även känd i Danmark med uppläsningar ur sina böcker. Genom sina kunskaper i svenska gjorde han även flera översättningar från svenska till danska, bland annat av Hans nåds testamente samt romaner av Gustaf Ullman och Algot Ruhe. Han var även verksam som dramatiker, och hans roman Pigen fra Nørrewold dramatiserades  för teatern 1922. Från 1920-talet blev han medarbetare i Aftenbladet. Orla Bock var även verksam som regissör för filmen Atlantis.